# Zuzanna Efimienko
Zuzanna Efimienko est une joueuse de volley-ball polonaise née le 8 août 1989 à Lubań. Elle mesure 1,97 m et joue au poste de centrale. Elle totalise 51 sélections en équipe de Pologne.

## Clubs
| Club                  | De        | À         |
| --------------------- | --------- | --------- |
| SMS PZPS Sosnowiec    | 2003-2004 | 2006-2007 |
| Gwardia Wrocław       | 2007-2008 | 2011-2012 |
| Imoco Volley          | 2012-2013 | mars 2013 |
| Atom Trefl Sopot      | 2013-2014 | 2015-2016 |
| Promoball Flero       | 2016-2017 | 2016-2017 |
| ŁKS Łódź              | 2017-2018 | 2018-2019 |
| KS Developres Rzeszów | 2019-2020 | …         |

## Palmarès
- Coupe de la CEV
  - Finaliste : 2015.
- Championnat de Pologne
  - Vainqueur : 2019.
  - Finaliste : 2015, 2016, 2018, 2020.
- Coupe de Pologne
  - Vainqueur : 2015.
  - Finaliste : 2016, 2018, 2020.
- Supercoupe de Pologne
  - Finaliste : 2013, 2015.